# Carla Witte

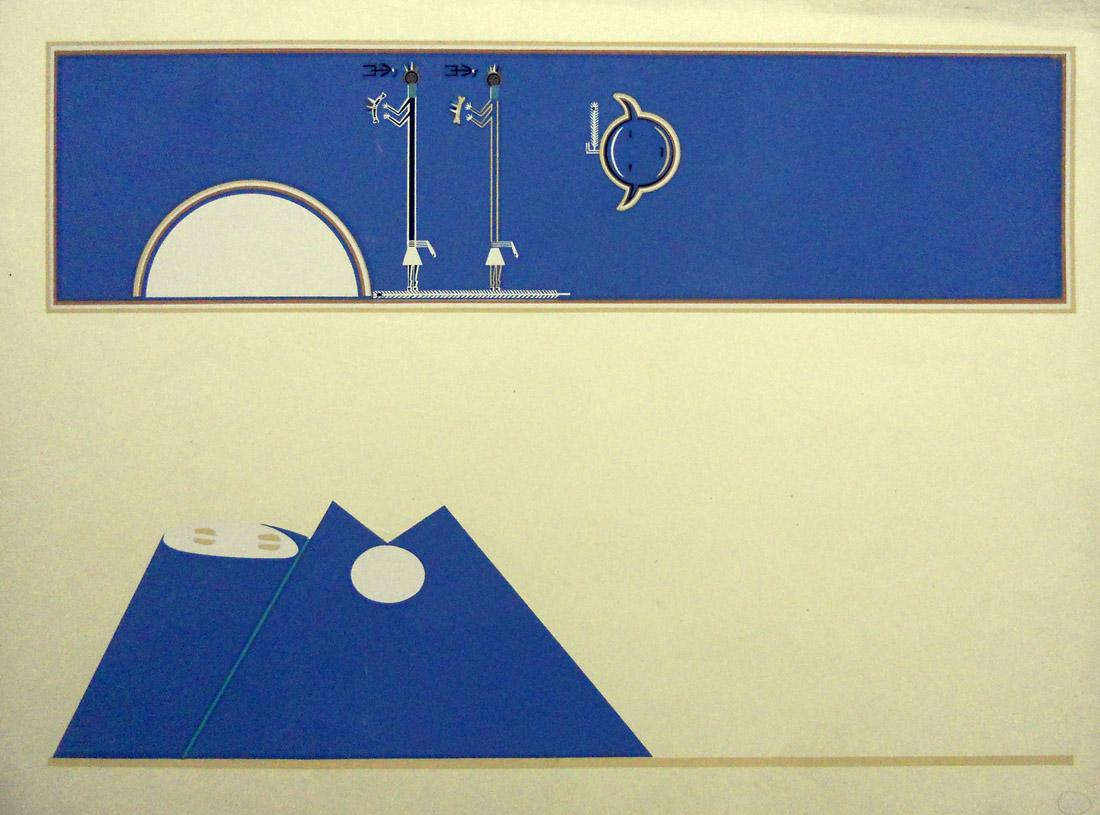
Carla Witte, Sin Titulo

Carla Witte (20 tháng 5 năm 1889 - 8 tháng 5 năm 1943) là một nữ họa sĩ, nhà điêu khắc và giáo viên người Uruguay gốc Đức.

## Tiểu sử
Carla Witte sinh ra tại Leipzig, một thành phố của Đức ở Sachsen vào ngày 20 tháng 5 năm 1889 và học ngành nghệ thuật nhựa ở Berlin. Năm 1927, cô di cư đến Uruguay và tìm được chỗ ở tại thủ đô Montevideo và trở thành công dân nước này vào năm 1932. Theo Mariví Ugolino, Witte "bắt đầu sản xuất tác phẩm nghệ thuật của mình trong phong trào này [chủ nghĩa biểu hiện ] (...) Cô mang theo ký ức về các cuộc triển lãm mà các nhóm nghệ thuật khác nhau đã thực hiện ở các thành phố nơi cô từng sống và có lẽ đã tham gia. Cô sáng tạo ra cùng lúc với họ và vượt qua, giống như tất cả bọn họ, đi qua các giai đoạn khác nhau của phong trào chủ nghĩa biểu hiện. " 
Cô là một họa sĩ minh họa cho tạp chí La Pluma, thuộc sở hữu của Alberto Zum Felde. Theo ông Nelson Di Maggio, nghệ thuật đồ họa của Witte được truyền cảm hứng rõ ràng từ Trường Bauhaus của Cộng hòa Weimar. Witte cũng đã miêu tả nhiều họa sĩ đương đại người Uruguay, như Joaquín Torres-García, người mà cô đã vẽ chân dung trên canvass vào năm 1936. Là một nhà điêu khắc, cô sẽ làm việc với Ernst Barlach.